# Malaise grave inopiné du nourrisson
Pour les articles homonymes, voir malaise.
Les malaises graves inopinés du nourrisson (MGIN) s'appellent aussi ALTE Syndrome (Apparent Life Threatening Event). Il s'agit de la survenue inopinée d'un accès de pâleur, cyanose, apnée, hypo ou hypertonie, suffocation, malaise ayant nécessité ou non des gestes de réanimation, et ayant mis en jeu le pronostic vital de manière immédiate, aux yeux de l'entourage.